# 乌斯泰
乌斯泰（法語：Ousté，法語發音：[uste]）是法国上比利牛斯省的一个市镇，属于阿热莱斯加佐斯特区

## 地理
乌斯泰（43°2'57"N, 0°0'46"W）面积2.35 平方千米，位于法国奧克西塔尼大區上比利牛斯省，该省份为法国西南部内陆省份，北至热尔省，西接大西洋比利牛斯省，南与西班牙接壤，东临上加龙省。
与乌斯泰接壤的市镇（或旧市镇、城区）包括：圣克雷阿克、贝尔贝吕斯特-利亚斯、然卡拉斯、乌尔东。

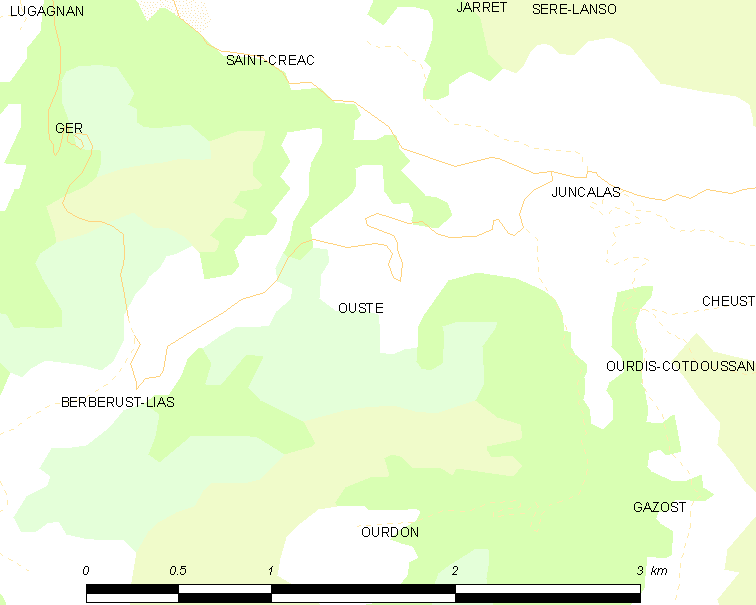
乌斯泰的OSM定位图

乌斯泰的时区为UTC+01:00、UTC+02:00（夏令时）。

## 行政
乌斯泰的邮政编码为65100，INSEE市镇编码为65351。

## 政治
乌斯泰所属的省级选区为卢尔德第二县。

## 人口

1962-2008年间乌斯泰人口变化图示

乌斯泰于2022年1月1日时的人口数量为35人。